# Bidestillatus
Der Ausdruck Bidestillatus ist eine gebräuchliche lateinische Bezeichnung in der Chemie und Medizin für doppelt destilliert
(Abkürzung: Bidest. oder dd).
Durch zweifache Destillation wird eine verdampfbare Substanz in besonders hoher Reinheit gewonnen. Die bereits rektifizierte Fraktion wird nochmals in den Destillationskolben gefüllt, um letzte Verunreinigungen zu entfernen. 
Eine zweifache Destillation wird bei Substanzen durchgeführt, an die ein außerordentliches Maß an Reinheit gestellt wird, z. B. Wasser für Injektionszwecke nach dem Europäischen Arzneibuch. Dieses keimfreie extrem salzarme Wasser wird unter anderem zur Herstellung von Augentropfen verwendet.